# منتو
مَنتو یا مانتی نوعی دامپلینگ است که در میان مردمان ارمنی، ترک، قفقاز جنوبی، بالکان، آسیای مرکزی، افغانستان، ایران، پاکستان، یهودیان بخاری و مسلمانان چینی رایج است. مَنتو همچنین در سراسر روسیه و سایر کشورهای پسا شوروی، پخت می‌شود. این خوراک که در آن از گوشت چرخ کرده گوسفند، پیاز، سیر، گشنیز و فلفل سیاه، روغن و رب گوجه فرنگی استفاده می‌شود و در ظرف مخصوص می‌چینند در بخار آب پخته می‌شود و معمولاً با ماست یا چکه (کشک) صرف می‌کنند.

## مواد لازم
- گوشت سرخ (گاو، گوساله، گوسفند)
- آرد
- پیاز
- روغن
- رب گوجه فرنگی
- دال نخود (لپه)
- چکه (کشک)
- ادویه جات شامل فلفل سیاه، تخم گشنیز، نعناع
- نمک

## طرز تهیه
1. دو کیلو آرد را با نمک مقداری ۲۰ گرم روغن با آب شیر گرم خمیر نماید. بگذارید استراحت نماید.
2. گوشت را شسته و یخنی طبخ نماید. گوشت باید به اندازه نرم گردد. با دست کنده شود. بعداً از ماشین رد کنید. پیاز را پوست گرفته خلال کنید؛ یا هم ماشین سالاد را استفاده کنید. از ماشین گوشت اصلاً استفاده نکنند! پیاز و گوشت را با نمک و تخم گشنیز تازه مخلوط کنید.
3. خمیر را نازک هموار نموده چهارگوش برش نماید. مقداری یک قاشق کلان مواد تهیه شده را در بین منتو گذاشته هر گوشه آن را با هم محکم نماید. بعداً هر دو طرف را باهم محکم نماید.
4. مقداری آب به دیگ روی حرارت گذاشته قالب‌های دیگ را روغن چرب نماید. مَنتو را روی قالب جالی پهلو به پهلو اما دورتر از همدیگر چیده قالب‌ها بالای همدیگر قرار دهید. معمولاً دیگ مَنتو دارای دو تا چهار طبقه می‌باشد. بالای طبقه اول که دیگ آبجوش می‌باشد. بگذارید بعد از ۲۰ دقیقه جای قالب‌ها عوض نموده اولی را آخر و آخر را اول بگذارید. بعد از پخته شدن مَنتو طی غوری را چکه زده منتو را کشیده رویش دوباره چکه بزنید. لعاب را انداخته با نعناع و فلفل سیاه و لذیذ نموده با گشنیز تزیین نماید.